# Socokangsi
Socokangsi is een bestuurslaag in het regentschap Klaten van de provincie Midden-Java, Indonesië. Socokangsi telt 4147 inwoners (volkstelling 2010).